# Саид, Брайан
Брайан Саид (мальт. Brian Said, родился 15 мая 1973 в Валлетте) — мальтийский футболист, защитник.

## Игровая карьера

### Клубная
Дебютировал за клуб «Сент-Эндрюс» в Первой лиге Мальты в сезоне 1991/1992, изначально играл на позиции полузащитника и нападающего. В сезоне 1994—1995 на правах аренды перешёл в «Биркиркара». С 1995 года играл за «Флориану», где был центральным защитником, а 14 августа 1996 года дебютировал в сборной Мальты. Шесть сезонов подряд выступал за «Флориану», а в 2001 году перешёл в клуб «Слима Уондерерс», восходивший на вершину мальтийского футбола. Он стал капитаном клуба, сменив на этом посту легендарного игрока Ноэла Тёрнера. По прошествии 7 сезонов Саид перешёл в клуб «Марсашлокк», где играл в центре обороны с другим бывшим игроком «Слима Уондерерс» Карло Мамо. Дебютировал за клуб 24 августа 2008 года против «Корми» (ничья 1:1). После вылета «Марсашлокка» в Первый дивизион ушёл из команды, 28 сентября 2009 года вернулся во «Флориану». С 2011 по 2015 годы играл за «Сент-Эндрюс», где и завершил игровую карьеру.

### В сборной
За сборную Мальты Саид провёл 88 игр и забил 5 голов. В частности, 8 июня 2005 года он отличился в игре против Исландии в отборочном матче группы B европейской зоны отбора на чемпионат мира 2006 года (хотя Мальта проиграла 1:4), а 3 сентября в игре с Венгрией умудрился срезать мяч в свои ворота (проигрыш 0:4). 8 сентября 2007 года в матче против Турции в группе C отбора на чемпионат Европы 2008 года он забил первый гол своей сборной, что принесло в итоге его команде сенсационную ничью 2:2, и попал в символическую сборную стран Европы по итогам недели по версии Eurosport.

## Стиль игры
Саид был высоким и мощным игроком, который умел выигрывать борьбу «на втором этаже» и компенсировал нехватку скорости благодаря умению читать игру. Забивал голы за клубы и сборную Мальты после розыгрышей стандартных положений.

## После игровой карьеры
В настоящее время Саид возглавляет сеть кафетерий Moak International Distributors.